# (4122) Ferrari
(4122) Ferrari (1986 OA) – planetoida z pasa głównego asteroid okrążająca Słońce w ciągu 4 lat i 34 dni w średniej odległości 2,56 j.a. Została odkryta 28 lipca 1986 roku w Osservatorio San Vittore.